# Kruiseke

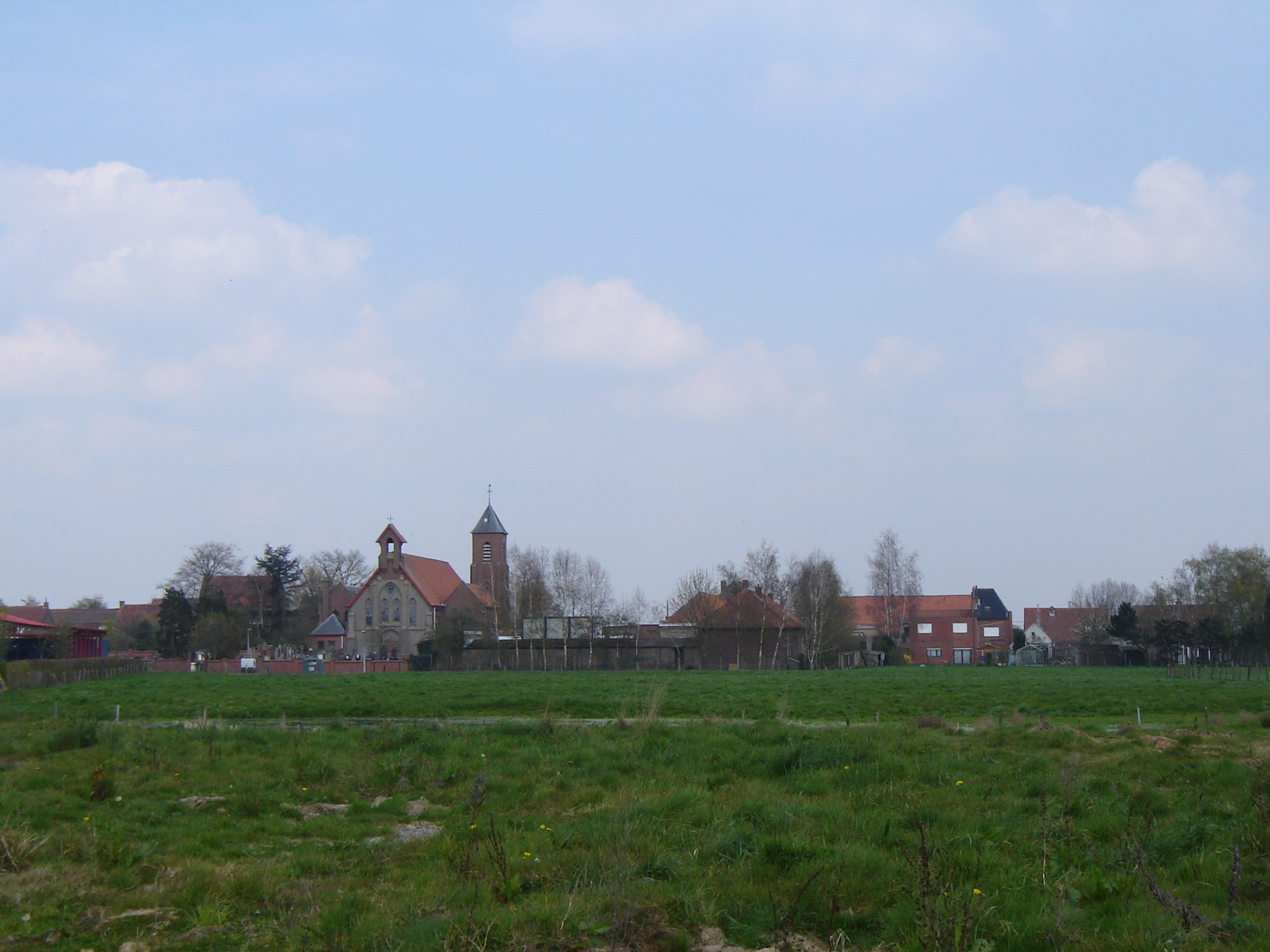
Zicht op Kruiseke

Kruiseke of Kruiseik is typisch landbouwgehucht in de Belgische stad Wervik. De dorpskern - enkele erven, drankgelegenheden, en  huizenrij - ligt een viertal kilometer ten noorden van het centrum van Wervik op 38 meter boven de zeespiegel in een heuvelachtige omgeving, bovenop de glooiing van de Leievallei. De naam Kruiseke zou teruggaan op het feit dat de eerste geloofsverkondigers de ingewortelde boomaanbidding niet konden uitroeien. Aan verschillende bomen werd een kruis aangebracht, waaronder de vermaarde eik tussen Wervik en Geluwe. De grote weg N8 Brussel-Kortrijk-Ieper-Kust passeert nabij de dorpskern.

## Bezienswaardigheden
De Heilig Hartkerk met bijzondere verering van de heilige Rita, de patrones van de hopeloze zaken. De een-beukige kerk werd voor een deel bekostigd uit de opbrengst van een collecte door de familie van de Britse officier John Eden die in 1914 neergeschoten werd door Duitse scherpschutters. De kerk dateert van 1928-1929 en werd in de jaren 1930 uitgebreid. Het oorspronkelijke gedeelte is makkelijk te onderscheiden van het nieuwe gedeelte; de betonnen structuur is van 1928-1929, en de bakstenen constructie dateert uit de jaren daarna. Ook werd wat toen de voorkant was achterkant en vice versa. Dat verklaart de dichtgemetselde poort. Tot de stichting van een parochie moest men naar het naburige Ten Brielen voor godsdienstige zaken zoals eerste en plechtige communies, huwelijken en begrafenissen.

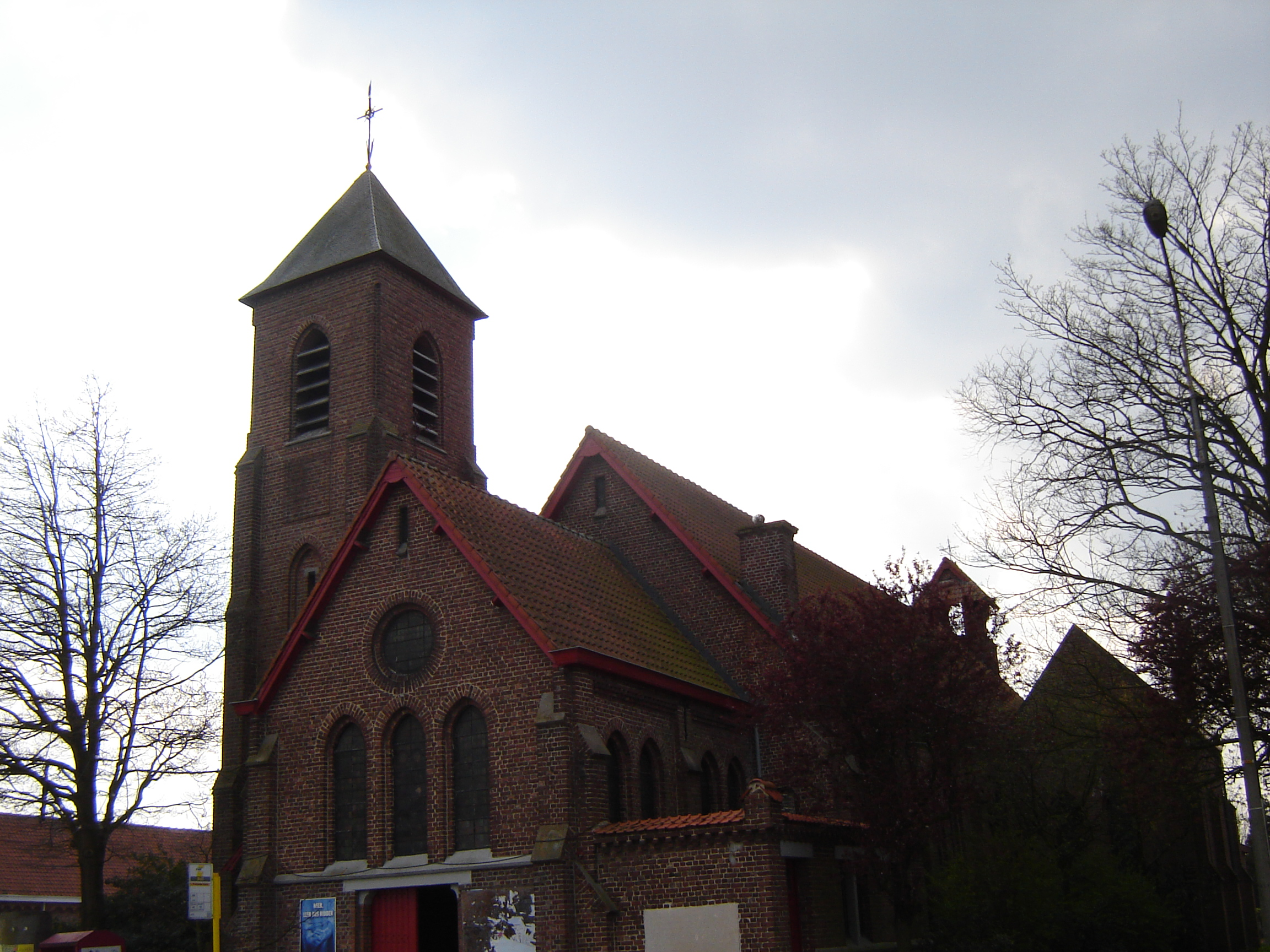
Heilig Hartkerk, voorzijde
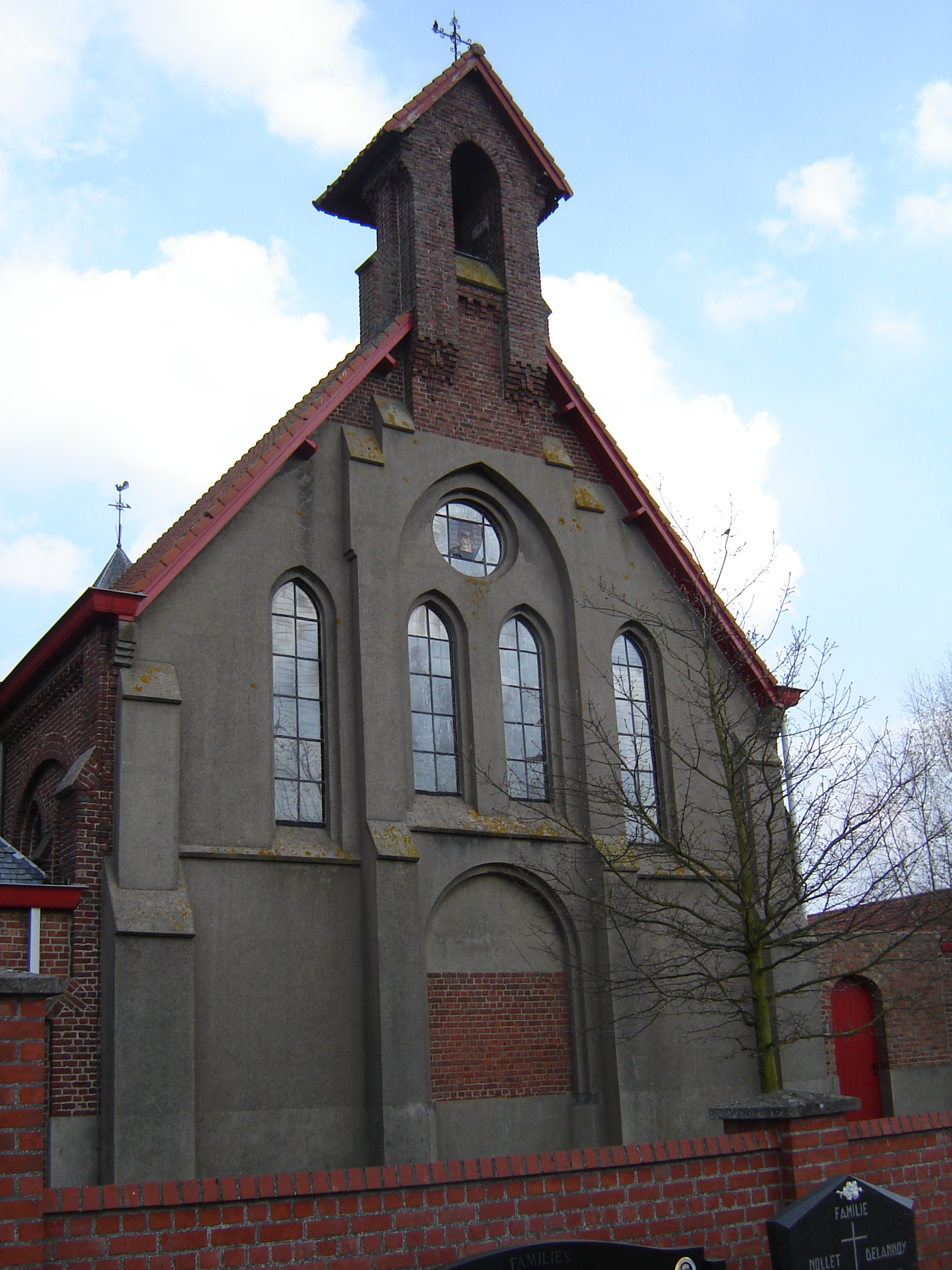
Heilig Hartkerk, achterzijde
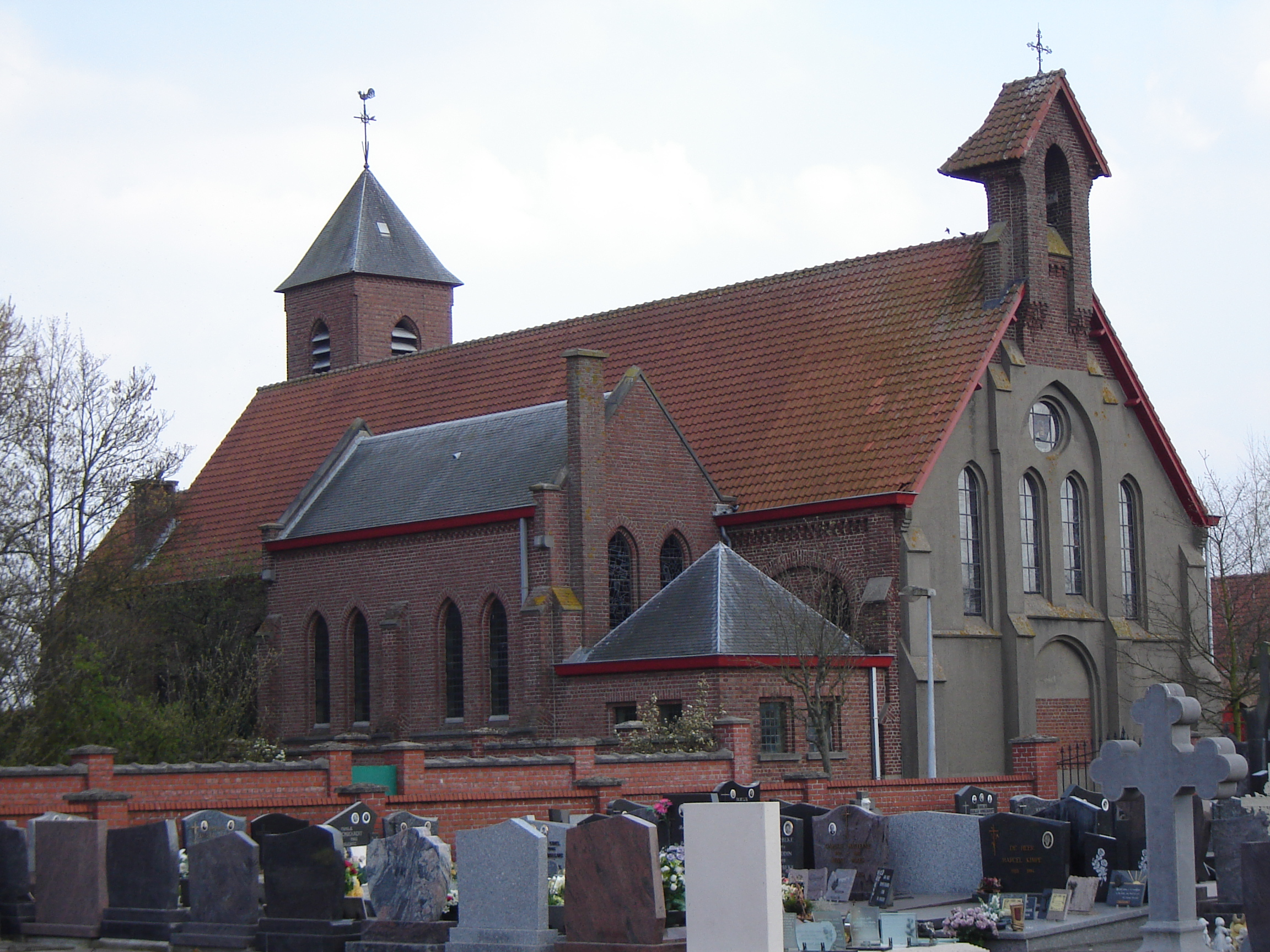
Heilig Hartkerk

## Geschiedenis
Kruiseke raakte bekend, toen het in het middelpunt van de gevechten van de Eerste Slag om Ieper lag. Het Duitse 16de Beierse reserveinfanterieregiment, waarbij Adolf Hitler diende, deed op 29 oktober 1914 een tweede poging door te breken in Kruiseke nabij Geluveld. Na drie dagen moesten de Duitsers de gevechten staken. Op 31 oktober 1914 veroverden ze Geluveld wel maar verloren daarbij meer dan de helft van hun manschappen. De volgende dag namen ze Wijtschate in, maar verloren Geluveld aan de Britten.
Op 11 november 1914 vielen de Duitsers opnieuw Ieper aan via de Meenseweg (komende van Menen) ter hoogte van Kruiseke. Ze waren met hun 18.000 manschappen duidelijk in de meerderheid, maar konden de 8.000 Britten die hun de toegang ontzegden niet verslaan. De volgende dag viel de eerste sneeuw wat voor een adempauze zorgde. De manschappen groeven zich in en bereidden zich voor op de komende winter. Nadien schoof het front enkele kilometers verder op, zodat Kruiseke net buiten de frontlinies kwam te liggen, maar nog steeds in de gevarenzone.
In 1918, bij het ultieme tegenoffensief, werd minder gevochten om en rond Kruiseke. Toch lag het gehucht grotendeels in puin. Vanaf 1919 werd het door terugkomers weer opgebouwd.
Kruiseke is historisch een deel van de stad Komen maar maakt sinds 1963 deel uit van de stad Wervik. Deze wijziging gebeurde bij de vastlegging van de taalgrens in 1963 toen Komen werd overgeheveld van de provincie West-Vlaanderen naar Henegouwen. Het Vlaamssprekende Kruiseke bleef als deel van Wervik in de provincie West-Vlaanderen.    

## Verkeer en vervoer
Ten noorden van Kruiseke lopen de autosnelweg A19 en de gewestweg N8. In noord-zuidrichting loopt door Kruiseke de N303, die afrit 3 (Beselare) van de A19 en de N8 verbindt met het centrum van Wervik.

## Sport
Voetbalclub Sparta Kruiseke is aangesloten bij de KBVB en speelt er in de provinciale reeksen.

## Nabijgelegen kernen
Geluveld, Ten Brielen, Wervik, Geluwe, Zandvoorde